# Skeppshandel

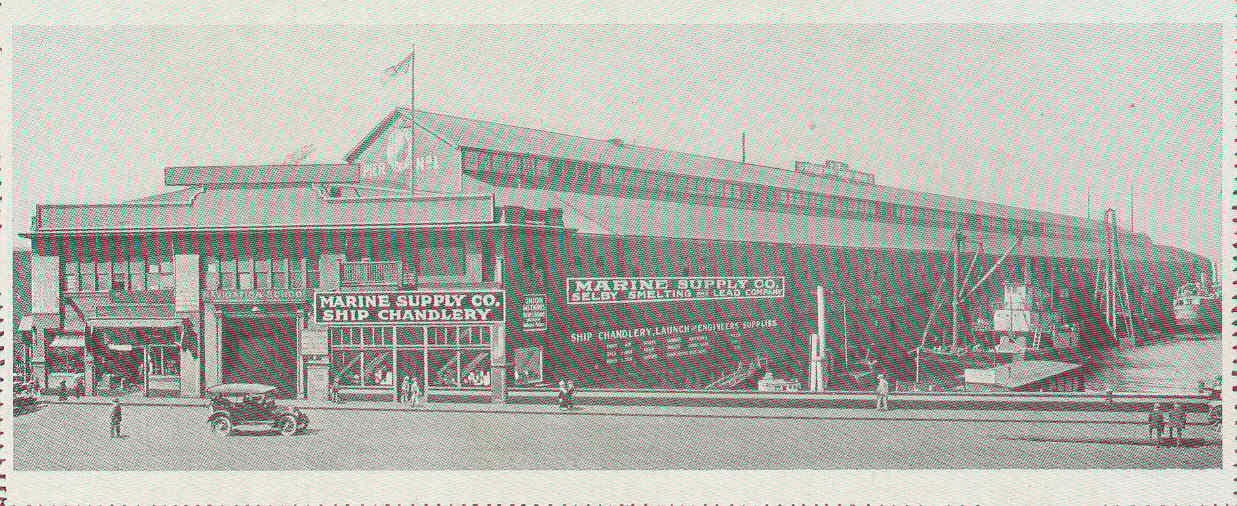
Marine Supply Co., Ship Chandlery i Seattle i USA, 1917

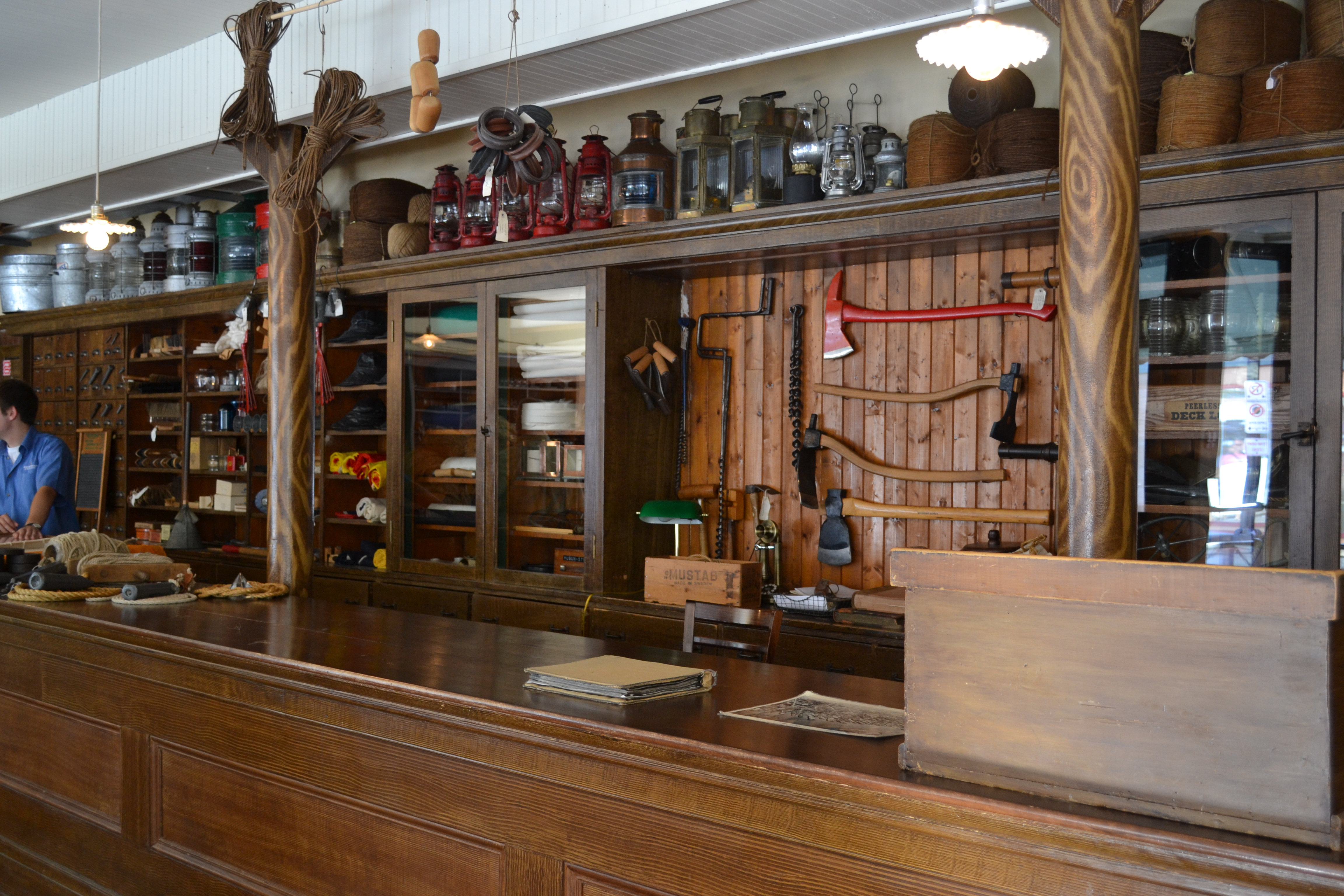
Robertson's Hardware på Marine Museum of the Atlantic, återgivet från omkring 1900, i Halifax i Nova Scotia i Kanada

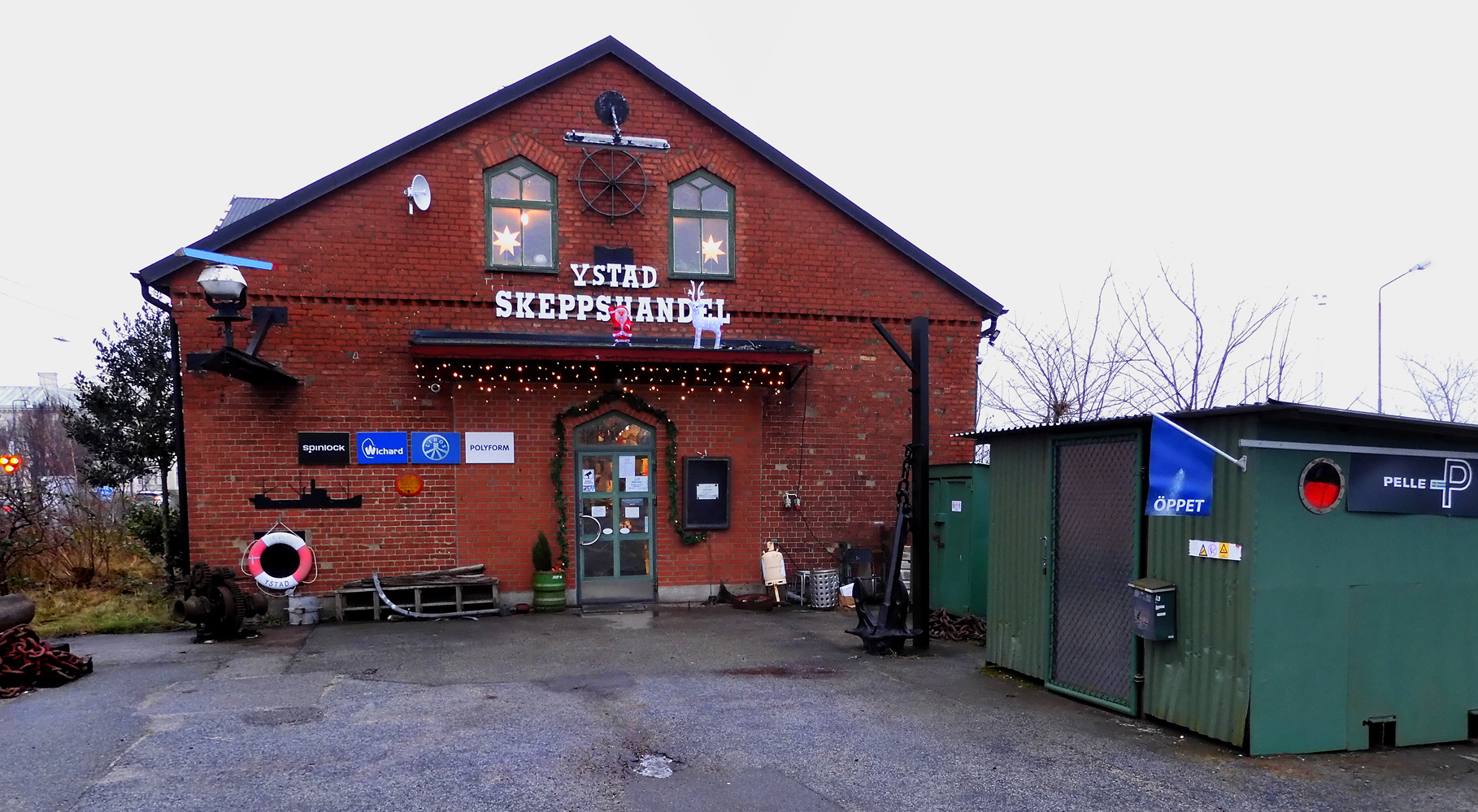
Ystads skeppshandel, 2021

En skeppshandel är en detaljhandel som tillhandahåller tillbehör till skepp och andra fartyg. En skeppshandel kan finnas i anslutning till ett skeppsvarv eller en butik för dykutrustning, en marina eller småbåtshamn.
Skeppshandlare i Sverige är organiserade i Sveriges Skeppshandlareförbund.